# Абрамово (Дорогобужский район)
Абрамово — Деревня в Дорогобужском районе Смоленской области России. Входит в состав Васинского сельского поселения. 
Население — 13 жителей (2007 год). 
Расположена в центральной части области в 16 км к востоку от Дорогобужа, в 2,5 км южнее автодороги Р134 «Старая Смоленская дорога», на берегу реки Зерешня. В 25 км севернее от деревни находится железнодорожная станция Издешково на линии Москва-Минск.  

## История
В годы Великой Отечественной войны деревня была оккупирована гитлеровскими войсками в октябре 1941 года, освобождена в сентябре 1943 года.
В октябре 1941 года через территорию Дорогобужского района немцы конвоировали на запад десятки тысяч советских солдат, попавших в плен под Вязьмой. Раненых и ослабленных пленных, которые отставали от общей колонны, фашисты расстреливали прямо на обочине большака возле деревни Абрамово.